# Honkasaari (ö i Finland, Norra Savolax, Kuopio, lat 62,79, long 27,02)
Honkasaari är en ö i Finland. Den ligger i sjön Iisvesi, Virmasvesi och Rasvanki och i kommunen Kuopio i den ekonomiska regionen  Kuopio ekonomiska region  och landskapet Norra Savolax, i den centrala delen av landet, 300 km norr om huvudstaden Helsingfors. Öns area är 6,3 hektar och dess största längd är 410 meter i nord-sydlig riktning.